# La piel y el alma
Pour plus de détails, voir Fiche technique et Distribution.
La piel y el alma (littéralement : La Peau et l'Âme) est un court métrage espagnol écrit et réalisé par Marc Nadal, sorti en 2013.
Le film pose des questions sur un sujet tabou : l'amour entre deux sœurs.

## Fiche technique
- Titre : La piel y el alma
- Réalisation : Marc Nadal
- Scénario : Marc Nadal
- Montage: Marc Nadal
- Producteur : Marc Nadal
- Société de production :
- Musique :
- Pays d'origine :  Espagne
- Langue : espagnol
- Genre : Drame, romance lesbienne
- Durée : 21 minutes
- Date de sortie :
  -  Espagne 8 février 2013 en avant-première à Madrid

## Distribution
- Núria Molina : Mar
- Montserrat Ocaña : Celia